# Boss Nigger
Pour plus de détails, voir Fiche technique et Distribution.
Boss Nigger est un film américain réalisé par Jack Arnold, sorti en 1975.

## Synopsis
Une ville de l'Ouest américain se trouve être sans shérif.
Deux chasseurs de primes noirs postulent l'emploi mais c'est sans tenir compte du refus de la population blanche...

## Fiche technique
- Titre : Boss Nigger
- Réalisation : Jack Arnold
- Scénario : Fred Williamson
- Photographie : Robert Caramico
- Montage : Eva Ruggiero, Gene Ruggiero
- Musique originale : Leon Moore
- Production : Jack Arnold, Myrl A. Schreibman, Fred Williamson
- Société de production : Dimension Pictures
- Pays de production :  États-Unis
- Langue : Anglais
- Format : Couleur - Todd-AO  70mm
- Genre : Comédie,  Western
- Durée : 87 minutes
- Dates de sortie : 
  - États-Unis : 26 février 1975 (New York)
  - Suède : 18 août 1975

## Distribution
- Fred Williamson (VF : Laurent Hilling) : Boss
- D'Urville Martin (VF : Pierre Laurent) : Amos
- William Smith (VF : Jacques Bernard) : Jed Clayton
- R. G. Armstrong : Griffin
- Carmen Zapata : Margarita
- Donald Barry